# ラヴェンダーの咲く庭で
『ラヴェンダーの咲く庭で』（ラヴェンダーのさくにわで、Ladies in Lavender）は、2004年のイギリスのドラマ映画。俳優としても活躍しているチャールズ・ダンスの初監督・脚本作。主演はイギリスを代表する二大名女優、ジュディ・デンチとマギー・スミス。
イギリスでは2004年11月12日に公開され、週末興行成績で初登場7位を記録した。日本では2005年6月4日よりBunkamuraル・シネマにて公開されたのち、全国順次ロードショーされた。

## ストーリー
1936年。イギリス、コーンウォール。地方の美しい漁村に暮らす初老の姉妹、アーシュラ（ジュディ・デンチ）とジャネット（マギー・スミス）は両親の残した屋敷と財産に恵まれ、庭の花々の手入れや読書を楽しみながら日々を穏やかに過ごしていた。ある嵐の翌日、姉妹は眼下の浜辺に若い男性（ダニエル・ブリュール）が倒れているのを発見する。彼はドイツ語をしゃべるバイオリニストだった。姉妹は彼を看病して行くうちに彼に心を惹かれていく。

## キャスト
| 役名                                 | 俳優                            | 日本語吹替 |
| ------------------------------------ | ------------------------------- | ---------- |
| アーシュラ・ウィディントン           | ジュディ・デンチ                | 谷育子     |
| ジャネット・ウィディントン           | マギー・スミス                  | 翠準子     |
| アンドレア・マロフスキー             | ダニエル・ブリュール            | 内田夕夜   |
| オルガ・ダニロフ                     | ナターシャ・マケルホーン        | 山像かおり |
| ドルカス（ウィディントン家の家政婦） | ミリアム・マーゴリーズ          | 片岡富枝   |
| ミード医師                           | デビッド・ワーナー              | 小島敏彦   |
| ルーク                               | グレゴール・ヘンダーソン=ベッグ | 里見圭一郎 |
| 役名不明                             |                                 | 関口篤     |

## スタッフ
- 監督・脚本：チャールズ・ダンス
- 原作：ウィリアム・J・ロック
- 製作：ニコラス・ブラウン、エリザベス・カールセン、ニック・パウエル
- 撮影：ピーター・ビジウ
- 編集：マイケル・パーカー
- 美術：キャロライン・エイミーズ
- 衣装デザイン：バーバラ・キッド
- 作曲：ナイジェル・ヘス
- バイオリン演奏：ジョシュア・ベル
- 録音：ジム・グリーンホルン
- キャスティング：サラ・バード

## 日本においてのこの映画に関する情報
- 公開日：2005年6月4日
- DVD発売日：2006年1月27日
- 配給・提供：日本ヘラルド映画
- 提供：テレビ東京、博報堂DYメディアパートナーズ
- 後援：ブリティッシュ・カウンシル
- 特別協賛：サッポロビール株式会社
- DVD販売：角川エンタテインメント
- サントラCD販売：ソニー・ミュージックジャパンインターナショナル

## その他・備考
- この映画が日本公開される直前、映画の設定と酷似したピアノマン騒動が起きている（本国のイギリスでは既に公開終了していた）。
- サウンドトラック収録曲がフィギュアスケートの演目に起用されることが多い。